# Juan Peña Jiménez
Juan Peña Jiménez (Paradas, provincia de Sevilla, 1961) es un poeta español. Cursó estudios de Filología Hispánica en la Universidad de Sevilla, ciudad en la que trabaja como profesor de lengua y literatura españolas.  Es colaborador de la revista Clarín.
Ha sido incluido en las siguientes antologías:
- Los cuarenta principales, Renacimiento, 2002.
- Orfeo XXI. Poesía contemporánea y tradición clásica, Llibros del Pexe, 2005.
- Sombra hecha de luz. Antología andaluza (1950-1978), UNAM, 2006.

Su poesía ha sido definida como una «poesía entrañada, anecdótica, emotiva, biográfica, de revulsivas y ácidas ideas».

## Obra
- La edad difícil, Pre-Textos, Valencia, 1989.
- Viviendo con lo puesto, Pre-Textos, Valencia, 1995 (accésit del Premio Rafael Alberti).
- Letras flamencas, col. La Veleta, Comares, Granada, 1995.
- Días cansados, Pre-Textos, Valencia, 1997 (ganador del XXIII Concurso de Poesía San Lesmes Abad).
- Nuevas letras flamencas, Pre-Textos, Valencia, 2000.
- Los placeres melancólicos, colección Puerta del Mar, Diputación de Málaga, 2006.
- Teselas, AE, Jerez, 2008.
- Dura seda, Isla de Siltolá, Sevilla, 2011 (accésit del III Premio de Poesía Fundación Ecoem).
- La misma monotonía (Antología), Isla de Siltolá, Sevilla, 2013.
- Destilaciones, Pre-Textos, Valencia, 2016.
- Palo cortado (Antología de letras flamencas), Libros Canto y Cuento, Jerez, 2018.
- El poema extranjero (Traducciones), Isla de Siltolá, Sevilla, 2018.
- Yacimiento, Isla de Siltolá, Sevilla, 2021.
- El último poema, Fundación José Manuel Lara, Sevilla, 2024. XIV Premio Iberoamericano de Poesía Hermanos Machado. Premio Estado Crítico 2024.